# Тамара Шолетић
Тамара Шолетић (Задар, 21. октобар 1965) је хрватска позоришна и телевизијска глумица, рецитаторка и луткарка. Након што је дипломирала на Универзитету у Задру, радила је као професорица музичког у основној школи. 1989. године запосила се као глумица и луткарка у Казалишту лутака Задар. Дуги низ година била је члан далматинске женске клапе Виола. Своју телевизијску каријеру започела је улогом у популарном хрватском ситкому Заувијек сусједи 2007. године.

## Улоге
| Год.        | Назив                | Улога            |
| ----------- | -------------------- | ---------------- |
| 2000-е      |                      |                  |
| 2007 - 2008 | Заувијек сусједи     | Лили Фердић      |
| 2008 - 2009 | Све ће бити добро    | докторка         |
| 2009 - 2010 | Долина сунца         | Лорета           |
| 2010-е      |                      |                  |
| 2011 - 2012 | Ружа вјетрова        | Адријана Јелавић |
| 2013.       | Лов у мутном         | Рози             |
| 2013.       | Мали див             | Водитељица       |
| 2014.       | Тло под ногама       | Мама             |
| 2016.       | Не гледај ми у пијат | Боса             |
| 2016 - 2017 | Златни двори         | Жана Злокић      |
| 2020-е      |                      |                  |
| 2021.       | Зборница             | Дијана           |
| 2023.       | Само кад се смијем   | Тајница          |
| 2024.       | Кумови               | Павлица          |